# Chartreuse de Londres

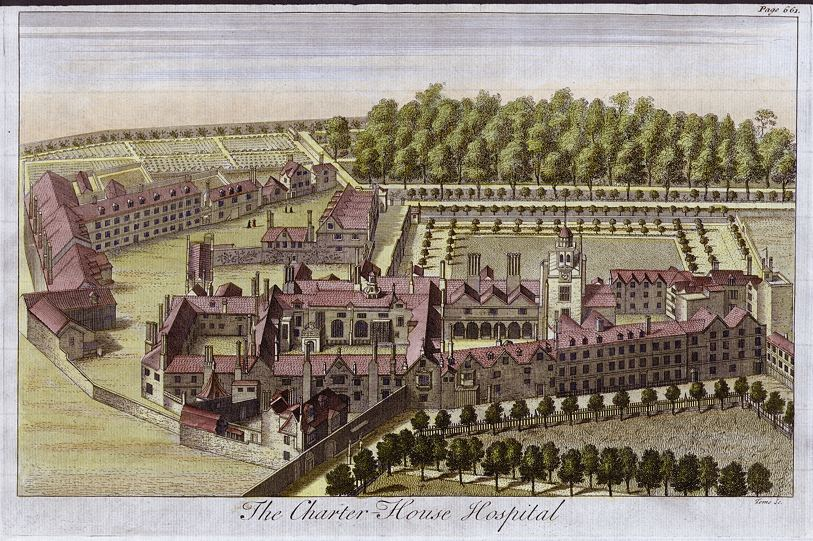
La Chartreuse en 1770

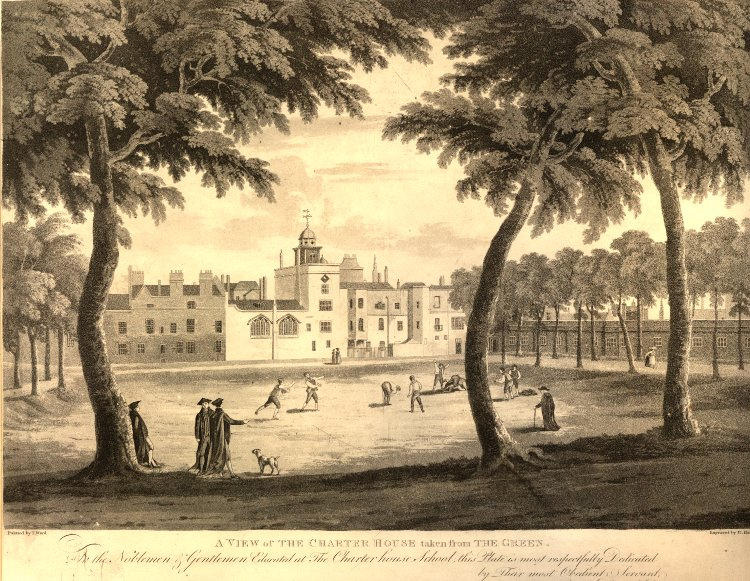
« Panorama sur Charter House depuis le Green » (1813)

La chartreuse de Londres (the Charterhouse) est un monument historique situé dans le quartier de Smithfield, remontant au XIVe siècle. Elle s'étend au nord de Charterhouse Square (en), dans le faubourg d'Islington.
La chartreuse fut à l'origine un prieuré de chartreux (comme son nom l'indique), fondé en 1371 et dissout en 1537. Il subsiste d'importants vestiges de cette période monastique, mais le complexe monumental a été largement remanié depuis 1545 en un grand hôtel particulier. De nos jours, il « est l'incarnation de ce type d'hôtel particulier tape-à-l’œil du XVIe siècle qui couvraient alors Londres. »
La chartreuse connut de nouveaux aménagements et une extension à partir de 1611, date de sa mutation en hospice et école préparatoire, à l'instigation de Thomas Sutton. L'hospice, appelé The Charterhouse (ouvert aux aristocrates pensionnaires), occupe encore aujourd'hui le site ; l'école a été transférée en 1872 à Godalming, dans le Surrey, où elle a toutefois conservé le nom de Charterhouse School.

## Histoire

### Le prieuré
En 1348, les frères de l'hospice Saint-Barthélemy affermèrent au chevalier Wauthier de Masny 52,6 ha de terres à Spital Croft, au nord de Long Lane, pour qu'il y aménage un cimetière et un charnier pour les victimes de la peste noire. Il fit édifier une chapelle et un ermitage, rebaptisé New Church Haw; mais dès 1371, le terrain fut rétrocédé aux religieux pour y aménager une chartreuse.
Les vingt-cinq moines possédaient chacun leur petit pavillon et un coin de jardin. Thomas More se retira à plusieurs reprises dans ce monastère, dont le nom est une anglicisation de La Grande Chartreuse, maison-mère de l'ordre fondateur
La congrégation s'opposa longuement à la Réforme anglicane, si bien que lors de la dissolution des monastères en 1537, le prieur, Jean Houghton fut torturé et exécuté (hanged, drawn and quartered) à Tyburn ; dix des frères furent incarcérés dans la prison de Newgate : neuf d'entre eux y moururent de faim, et le dernier fut exécuté trois ans plus tard à Tower Hill. Ce sont les martyrs chartreux.

### Le manoir Tudor
Dans les années qui suivirent la dissolution du monastère, les anciennes cellules monastiques abritèrent entre autres des membres de la famille de luthiers italiens Bassano, et le roi Henri VIII faisait entreposer son matériel de chasse dans la chapelle. Mais en 1545, le baron Edward North (vers 1496–1564) racheta tout le domaine à la Couronne et fit du site un hôtel particulier. North fit abattre l'église pour édifier le corps de logis principal, Great Hall avec la Great Chamber attenante. En 1558, la princesse Élisabeth y résida pour les préparatifs de son couronnement.
À la mort du baron North, le domaine fut racheté par Thomas Howard, qui la rebaptisa Howard House. En 1570, Norfolk fut extrait de la tour de Londres où on l'avait jeté pour soupçon de fiançailles avec Marie Stuart, et placé en détention à la chartreuse. Il occupa son temps à embellir le manoir : il fit construire une longue terrasse donnant sur des jardins (aujourd'hui appelés Norfolk Cloister) menant à un terrain de jeu de paume. En 1571, la découverte d'une lettre chiffrée de Marie Stuart sous un tapis de sol permit de confondre Norfolk dans le complot de Ridolfi ; il fut exécuté l'année suivante.
Le fils du duc de Norfolk, le comte de Suffolk, hérita du domaine. Il y reçut la cour de Jacques Ier à l'occasion de l'entrée princière à Londres en 1603.

### Hospice et école
Au mois de mai 1611, Thomas Sutton (1532–1611), officier de la Couronne originaire de Knaith, dans le Lincolnshire, racheta la propriété. Il était Maître de l'Artillerie pour la Marche du Nord, et avait fait fortune en exploitant les veines de charbon de terrains dont il était le fermier à Newcastle upon Tyne ; établi depuis à Londres, il y poursuivait une carrière de négociant. L'année de sa mort, survenue le 12 décembre 1611, il fit un legs pour l'établissement d'un hôpital autour de l'hôtel particulier de l'ancienne chartreuse, qu'il demandait d'appeler hospice du roi Jacques ; ses legs permettaient, outre l'entretien de l'hospice, la réparation de la chapelle et d'une école.
Mais ce testament fit l'objet d'un interminable procès, et la fondation ne put finalement héberger que 80 pensionnaires (exclusivement des gentilshommes désargentés, d'anciens marins ou soldats, d'anciens serviteurs de la cour ou des victimes de la piraterie), et éduquer 40 élèves.
Charterhouse bénéficia rapidement d'une réputation d'excellence en médecine, en partie grâce au Dr Henry Levett (en), un médecin diplômé d'Oxford qui exerça là en 1712. Levett était très connu pour ses traités de médecine, notamment celui consacré au traitement de petite vérole ; il fut inhumé dans la chapelle des chartreux, et sa veuve se remaria avec Andrew Tooke, le principal de l'école.[réf. nécessaire]
Quant à l'école, Charterhouse School, elle s'agrandit bien au-delà de ce que son fondateur avait pu espérer et elle est aujourd'hui l'une des public schools les plus réputées d'Angleterre. En 1872 sous la direction du R.P. William Haig Brown († 1907), elle fut transférée sur le vaste domaine de Godalming dans le Surrey. Depuis, les collégiens de quatrième suivent leurs premiers cours dans l'ancienne chartreuse (deux classes par trimestre).

### AuXXesiècle

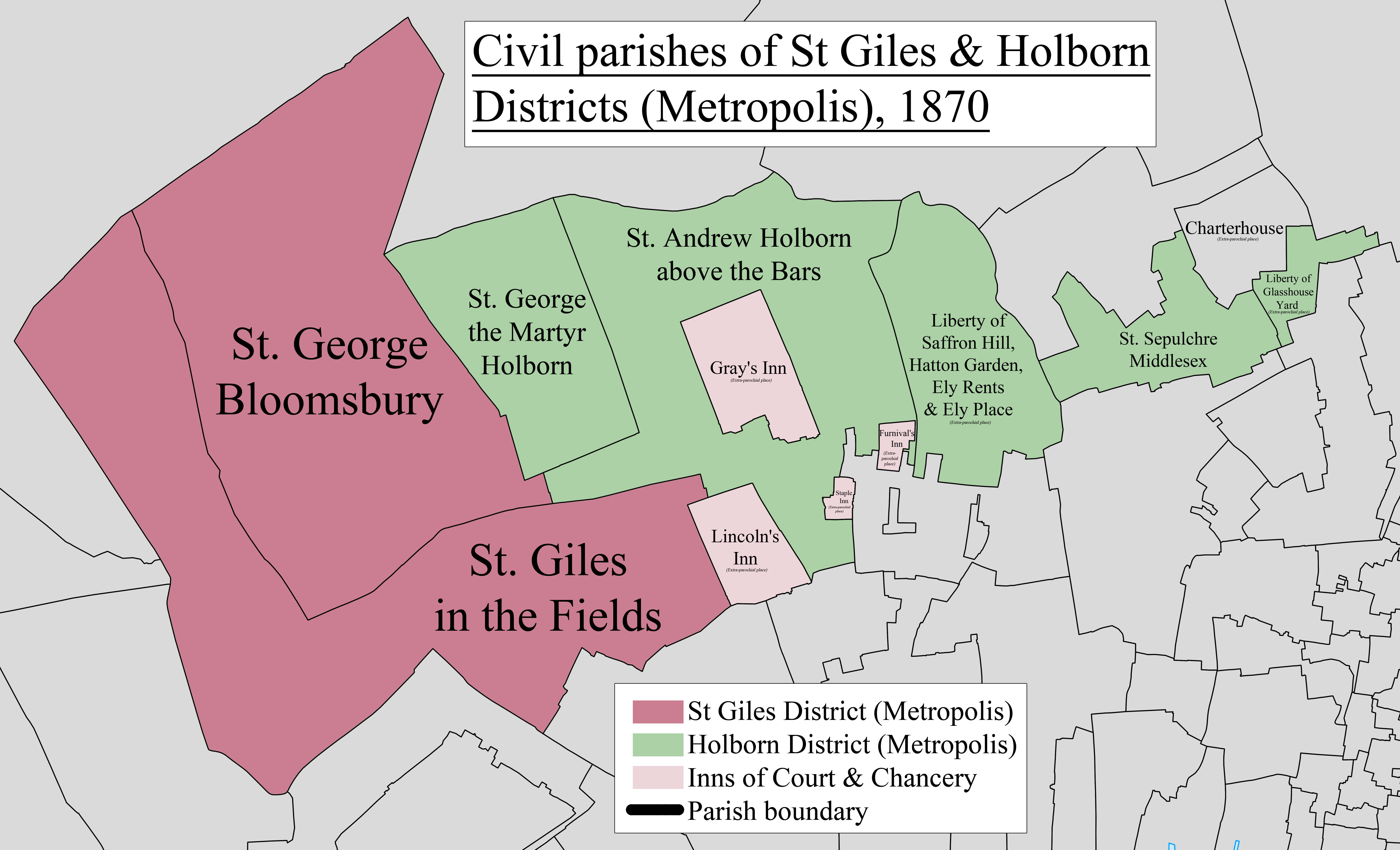
Ancien plan des limites de la paroisse civile, à cheval sur les quartiers de St Giles & Holborn (1870).

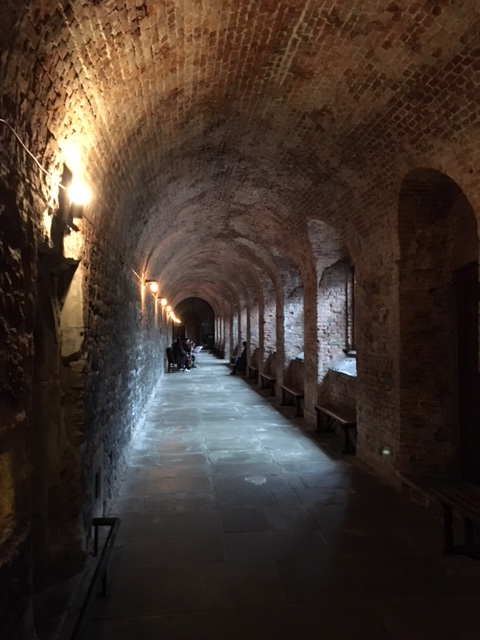
Le cloître.

Après le déménagement de Charterhouse School (1872), les locaux furent repris par l'École de haute couture (Merchant Taylors' School), laquelle déménagea à son tour en 1933 pour le Hertfordshire. Les locaux accueillirent alors l'école clinique de St Bartholomew's Hospital ; elle demeure l'une des implantations du CHU.
Les bâtiments historiques de la chartreuse ont été gravement endommagés lors des bombardements allemands de mai 1941, après la bataille d'Angleterre. Ils ont fait l’objet de travaux de restauration entre 1950 et 1959, sous la direction des architectes John Seely et Paul Paget : lors de ces travaux, on a mis au jour et réparé plusieurs ateliers médiévaux et Renaissance qui avaient été enfouis. Les fouilles ont été confiées à W. F. Grimes : avec son équipe, l'archéologue gallois a découvert les restes du chevalier Wauthier de Masny, fondateur du monastère : ils étaient protégés par un sarcophage de plomb placé devant l'autel de l'abbaye. Ces restes ont pu être identifiés avec une quasi-certitude par la présence, dans le sarcophage, d'une bulle en plomb portant le sceau du pape Clément VI : on sait en effet qu'en 1351, le pape Clément avait accordé à Manny l'autorisation de choisir son confesseur, et ce genre de diplôme papal était conservé dans ce type de bulla caractéristique de la tradition latine.
La chartreuse abrite encore aujourd'hui un hospice de 40 patients handicapés, appelés Frères. Le complexe monumental est visitable sur rendez-vous auprès d'un guide ; et l'on peut voir la chapelle lors des journées portes ouvertes, qui sont organisées annuellement.

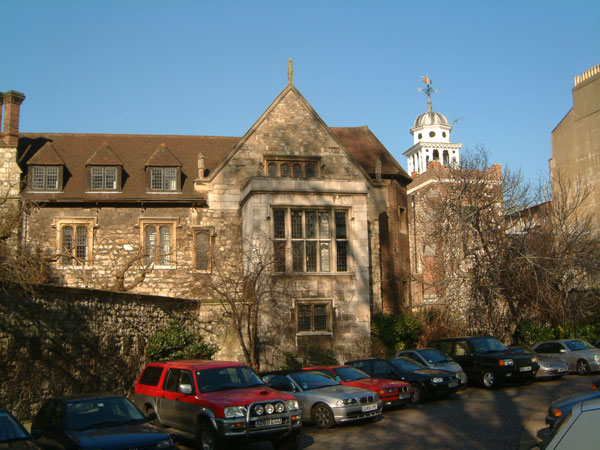
Les bâtiments depuis le parc de Charterhouse Square
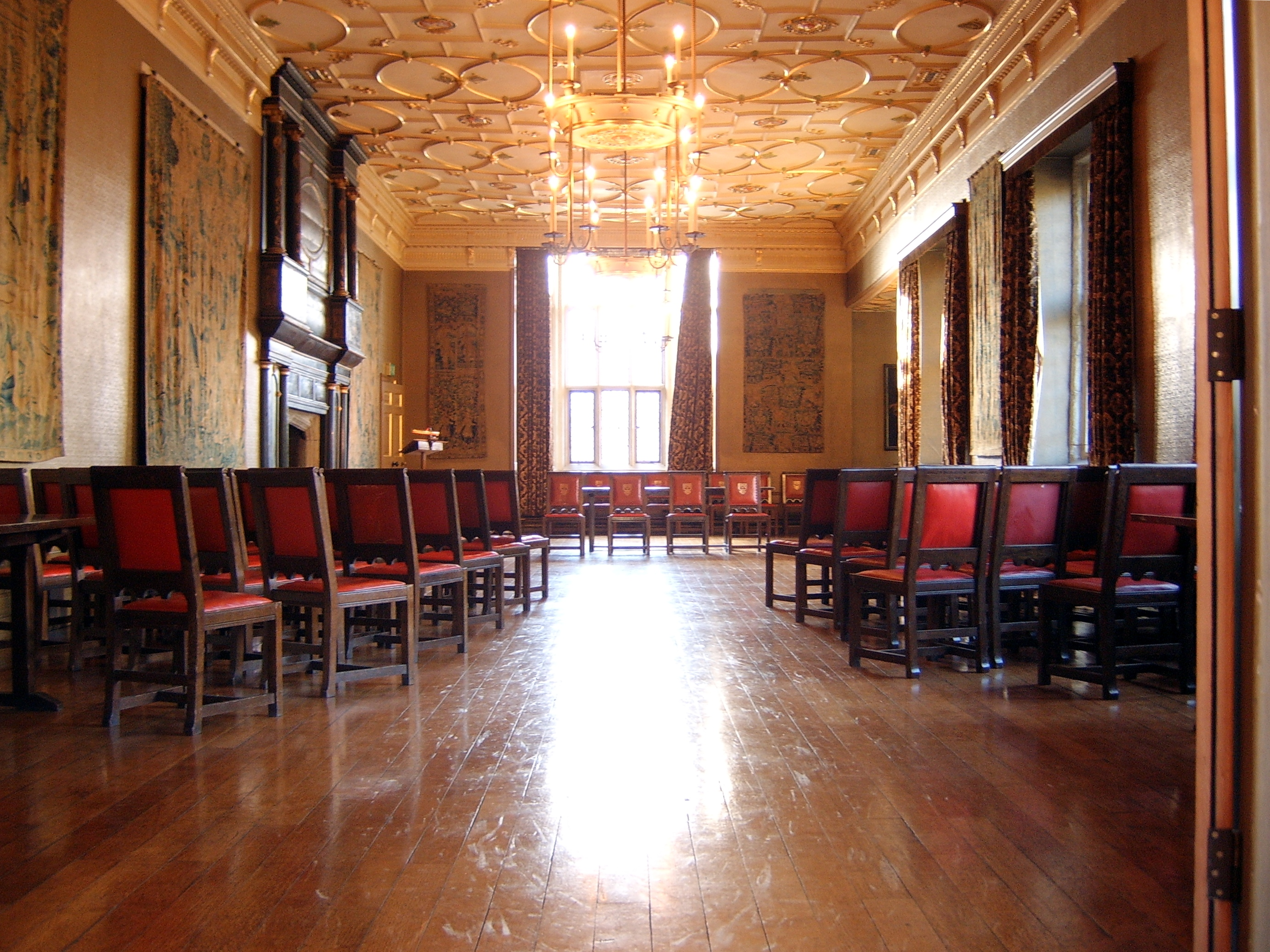
The Great Chamber
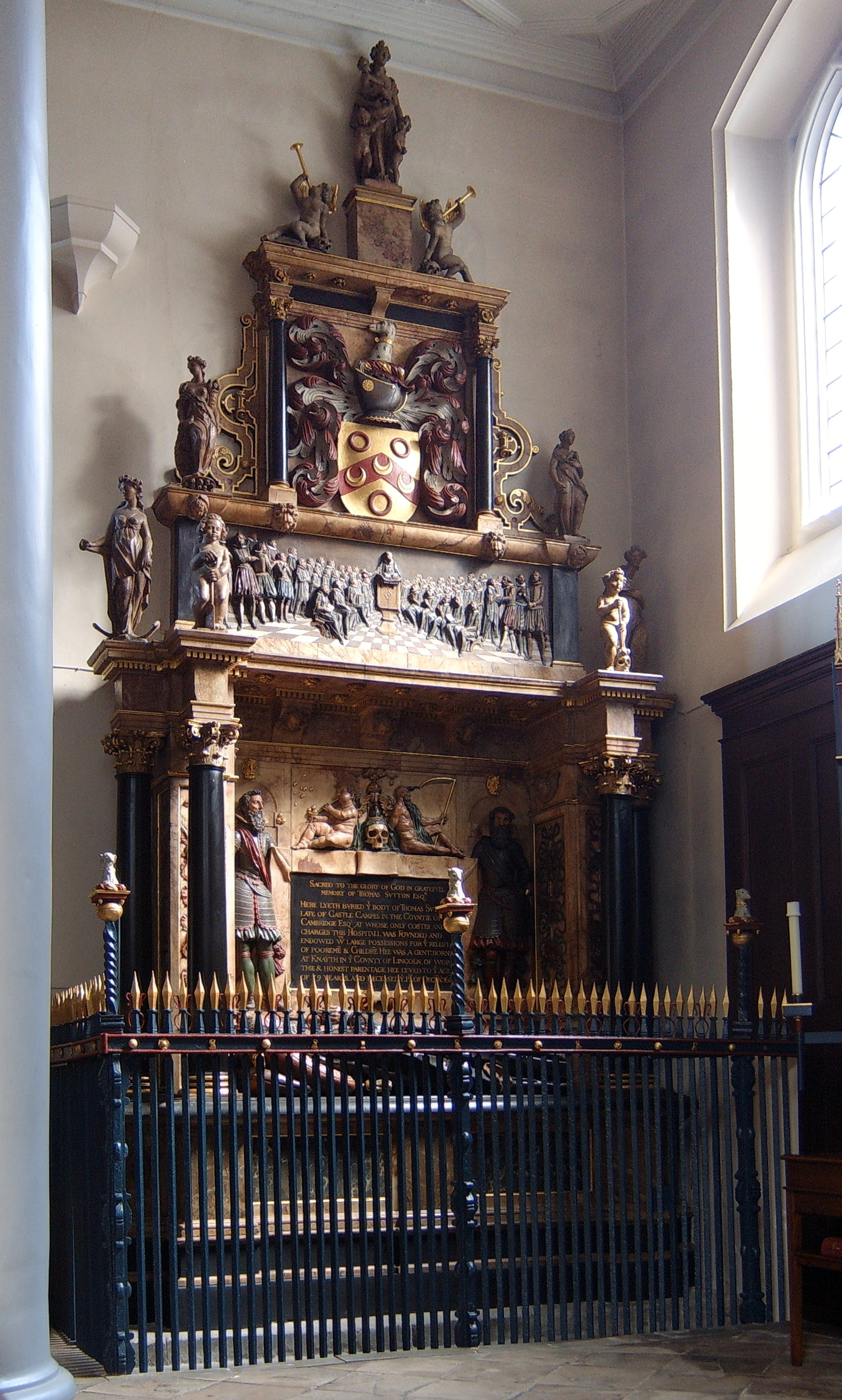
Tombeau de Thomas Sutton
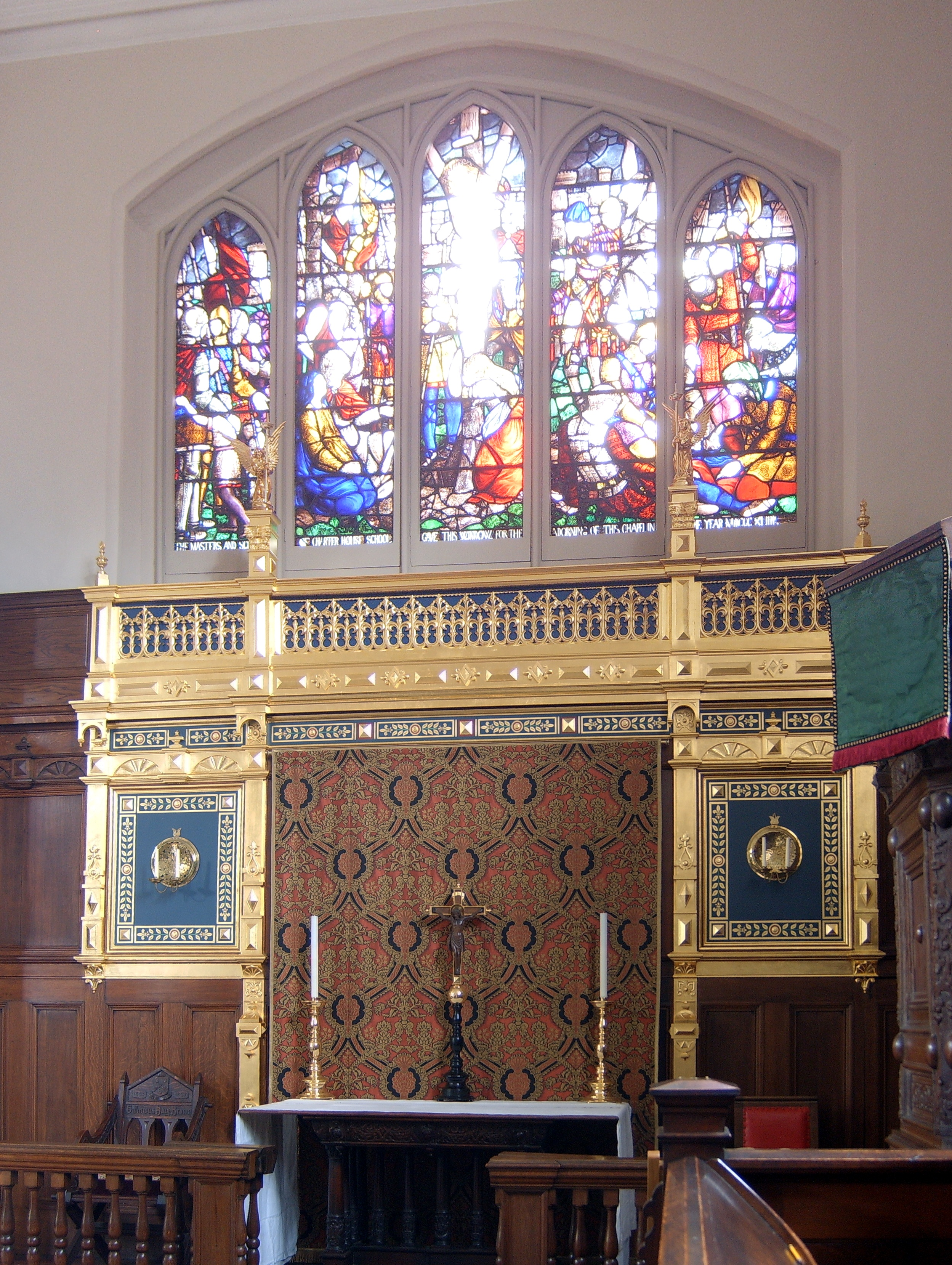
Autel de l'aile sud de la chapelle
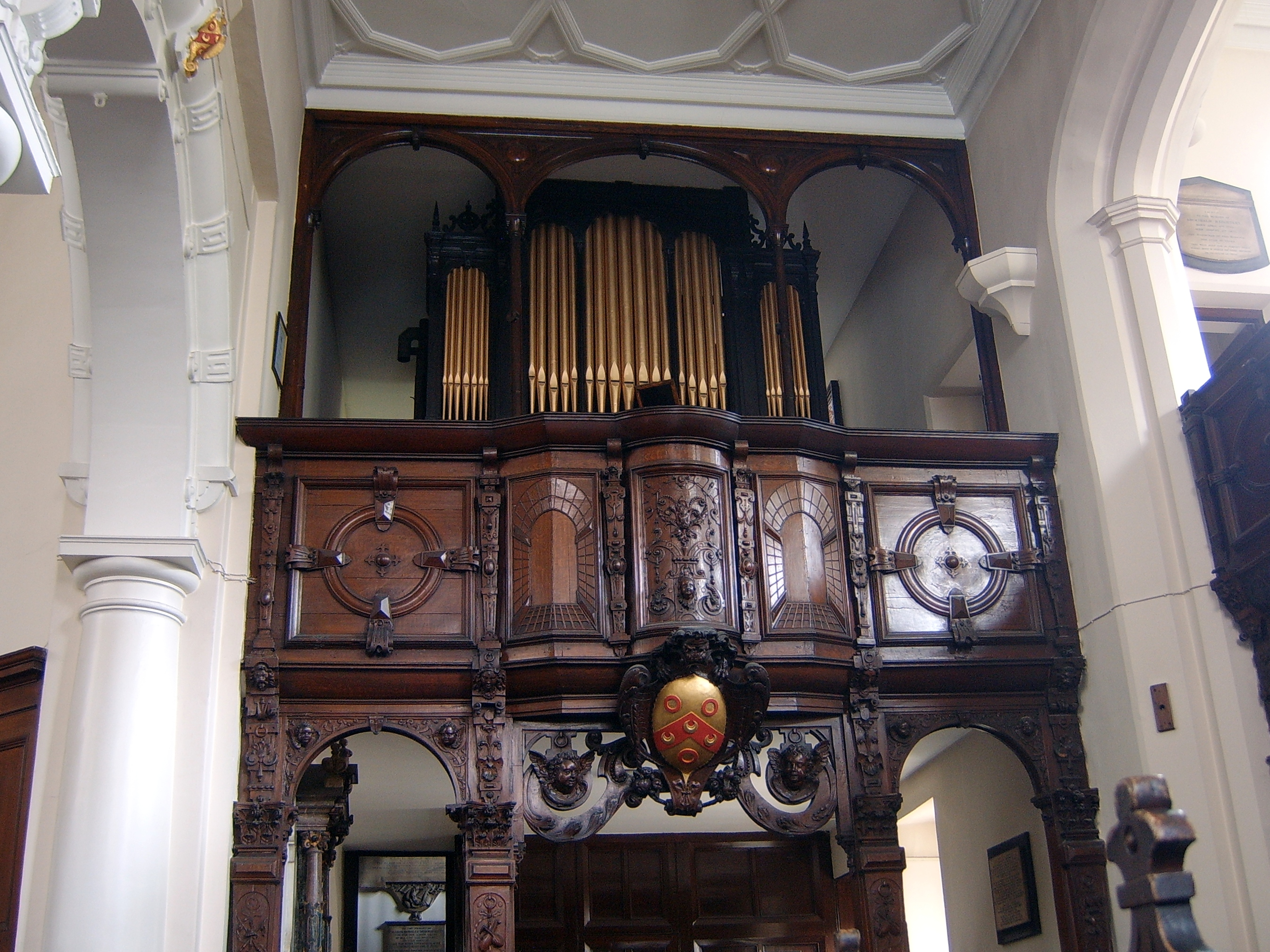
Orgue de l'aile nord de la chapelle